# Агароза
Агароза — получаемый из агара линейный полисахарид, образованный из чередующихся остатков β-D-галактопиранозы и 3,6-ангидридо-α-L-галактопиранозы, объединённых связью 1{\displaystyle \rightarrow }4. Обладает ярко выраженным свойством к формированию гелей. Точка плавления — 95 °C, точка образования геля — 45 °C.
Для иммуноэлектрофореза и иммунодиффузии используют 2%-й гель в веронал-ацетатном буфере.